# Jineterismo
Jineterismo („Reiterei“) ist seit Beginn der wirtschaftlichen und sozialen Krise Kubas (período especial) im Jahre 1990 ein Synonym für alle semilegalen bis illegalen, individuellen ökonomischen Aktivitäten am Rande des staatlich kontrollierten Tourismus. Abgeleitet vom spanischen Wort jinete („Reiter“) bezeichnet das Wort jinetera („Reiterin“) in der kubanischen Alltagssprache eine Gelegenheits-Prostituierte, die auf Ausländer „aufsattelt“, um möglichst viel Geld aus ihnen herauszuholen.
Heute ist das Phänomen des Jineterismo nicht mehr mit dem der 1990er Jahre zu vergleichen. Viele Jineteras konnten Kuba verlassen oder sind nach offiziellen Säuberungsaktionen, die in den letzten Jahren durchgeführt wurden, wieder in das Arbeitsleben integriert worden. Trotzdem ist die Tendenz vieler junger Frauen und immer mehr junger Männer, sich als Jineteras oder Pingueros („Schwanzjunge“, im kubanischen Slang Bezeichnung für männliche Prostituierte) auf die eine oder andere Art zu prostituieren, Teil der gegenwärtigen kubanischen Überlebenspraxis geworden, die in breiten Bevölkerungsschichten, besonders der jugendlichen Generation, gesellschaftliche Akzeptanz erfahren hat. Auch beschränkt sich Jineterismo nicht mehr allein auf die Beziehung zwischen Kubanern und Ausländern, sondern ist mittlerweile auch immer mehr unter Kubanern verbreitet.